# Costus montanus
Costus montanus är en enhjärtbladig växtart som beskrevs av Paulus Johannes Maria Maas. Costus montanus ingår i släktet Costus och familjen Costaceae.
Artens utbredningsområde är Costa Rica. Inga underarter finns listade.